# Балка Вовча (притока Сугоклії)
Балка Вовча — балка (річка) в Україні в Новоукраїнському й Компаніївському районах Кіровоградської області. Права притока річки Сугоклії (басейн Південного Бугу).

## Опис
Довжина балки приблизно 7,35 км, найкоротша відстань між витоком і гирлом — 6,01  км, коефіцієнт звивистості річки — 1,22 . Формується декількома струмками та загатами.

## Розташування
Бере початок у селі Куликова Балка. Тече переважно на південний схід і у селі Обертасове впадає у річку Сугаклію, праву притоку річки Інгулу.

## Цікаві факти
- У XX столітті на балці існувало декілька газових свердловин[2], а у XIX столітті — багато вітряних млинів[1].